# Sweet About Me
«Sweet About Me» es el segundo sencillo de la cantautora australiana Gabriella Cilmi, que se publicó en su álbum debut Lessons to Be Learned (2008). Al año siguiente de su estreno, PRS for Music anunció que había sido la canción más reproducida en el Reino Unido durante todo 2009.

## Producción
El proyecto de grabación del disco Lessons to be Learned, el álbum con el que debutaría Gabriella Cilmi, comenzó en Melbourne (Australia), cuando Cilmi tenía trece años. Cilmi luego se mudó a Londres en 2007 para iniciar su carrera musical y completar la grabación de las canciones, entre ellas "Sweet About Me". La canción fue coescrita por Cilmi en colaboración con su productor Brian Higgins, que había trabajado anteriormente con Kylie Minogue. "Sweet About Me" fue escrita después de un viaje de Cilmi a París, donde entró a una tienda de discos de vinilo en busca de referencias e inspiración para la canción.
Descrito como una canción pop por los críticos contemporáneos, Cilmi reveló que la inspiración de la canción se debía a las propias inspiraciones que había recibido musicalmente en su casa, con la escucha de bandas de glam rock.

## Grabación
"Sweet About Me" es una canción pop que incorpora elementos del blues y el soul en sus tonos vocales. Utiliza un ritmo eléctrico sutil, derivado de surcos del rocksteady entremezclados con la producción pop, así como de temas contemporáneos de "retro-sonido". Según Cilmi, las letras son representativas de divertirse mientras cometes tus errores, y aprendes de ellos a lo largo del camino. La canción está escrita con una pulsación de 132 latidos por minuto y en la clave de Do sostenido mayor.
En las voces, Cilmi transmite una voz dulce a la par que gruesa, que ha llevado a los críticos a considerarlo como un contraste entre su sonido maduro y su corta edad. Musicalmente, la canción ha sido comparada con el sencillo de Amy Winehouse Rehab, que había sido publicado en 2007, por sus influencias musicales similares de composición, soul y swing.

## Recepción de la crítica
Entre otros destacables, Nick Levine de Digital Spy habló positivamente de la canción, otorgándole cuatro de cinco estrellas. Levine expresó el acierto de la producción y calificó a "Sweet About Me" como una canción "auténtica" y "fresca". También elogió las voces de Gabriella Cilmi en la canción, que "logra ser dulce y basta al mismo tiempo". Jake Taylor la consideró como una de las mejores canciones lanzadas por un artista australiano en su debut. El portal web Contactmusic.com destacó que era una nota distinta en la composición de las canciones pop. La canción recibió una calificación de cuatro de cinco estrellas por parte de Fraser McAlpine de la BBC, quien comparó a Cilmi con las cantantes británicas Amy Winehouse y Duffy, y añadió que la cantante tiene "su chispa propia". Mark Reid de The New Zealand Herald describió el sencillo como "increíblemente pegadizo". Por su parte, Elisabeth Vincentelli, de Time Out, calificó a "Sweet About Me" como la mejor canción de 2008. La canción fue nominada en la categoría de Trabajo mejor realizado en los premios Ivor Novello de 2008. Así mismo, ganó el premio al Sencillo del año en los premios ARIA, que otorga la industria musical australiana.
El sencillo llegó a tener las certificaciones de platino en Alemania (300.000 copias), Australia (70.000), Dinamarca y Suiza (30.000); plata en Reino Unido (200.000 copias); y oro en Nueva Zelanda (7.500) y Bélgica (10.000).

## Personal
- Producción: Brian Higgins
- Mezclas: Jeremy Wheatley
- Voces: Gabriella Cilmi
- Clave: Brian Higgins, Tim Larcombe y Tim Powell
- Batería: Marc Parnell
- Guitarras: Nick Coler t Jason Resch
- Bajo: Kieran Jones
- Chelo: Nick Squires
- Percusiones: Brian Higgins y Nick Coler
- Armónica: Mark Feltham